# Leo Trotzki

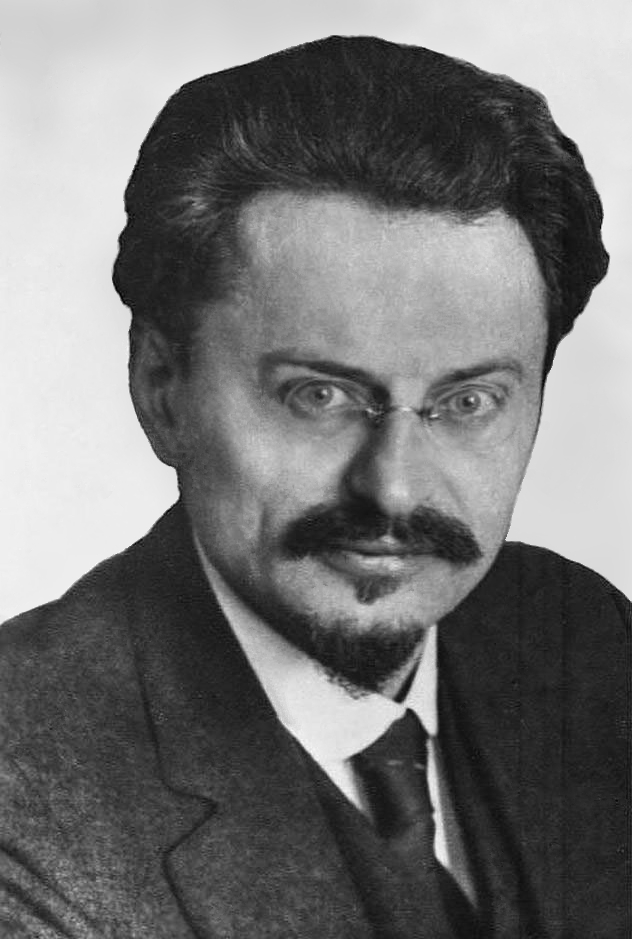
Lew Dawidowitsch Bronstein, genannt Leo Trotzki (um 1929)

Leo Trotzki (russisch Лев Троцкий Lew Trozki, wiss. Transliteration Lev Trockij; * 26. Oktoberjul. / 7. November 1879greg. als Lew Dawidowitsch Bronstein, russisch Лев Давидович Бронштейн, Transliteration Lev Davidovič Bronštejn in Janowka, Gouvernement Cherson, Russisches Kaiserreich; † 21. August 1940 in Coyoacán, Mexiko) war ein russischer Revolutionär, kommunistischer Politiker und marxistischer Theoretiker.
Trotzki, wie er sich ab 1902 nannte, war der maßgebliche Organisator der Revolution vom 25. Oktoberjul. / 7. November 1917greg., der die Bolschewiki unter der Führung von Wladimir Lenin an die Macht brachte. In der anschließend gebildeten Regierung war er bis 1918 als Volkskommissar des Auswärtigen, für Ernährung, Transport und Verlagswesen sowie bis 1925 als Volkskommissar für das Kriegswesen beteiligt. Als Kriegskommissar gründete er die Rote Armee, an deren Organisation und an deren Sieg im Russischen Bürgerkrieg er wesentlichen Anteil hatte. Nach Lenins Tod 1924 wurde Trotzki von Josef Stalin zunehmend entmachtet, 1929 ins Exil gezwungen und 1940 von dem sowjetischen Agenten Ramón Mercader in Coyoacán ermordet.
Nach ihm wurde die von der sowjetischen Parteilinie des Marxismus-Leninismus abweichende Richtung des Trotzkismus benannt.

## Leben

### Kindheit und Jugend

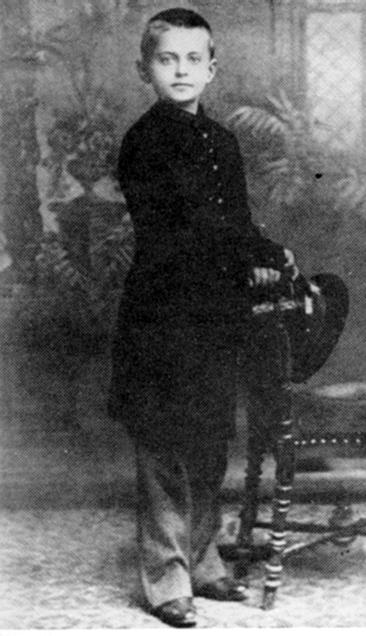
Lew Bronstein als Neunjähriger, 1888

Lew Dawidowitsch Bronstein, der später den Kampfnamen Leo Trotzki annehmen sollte, wurde am 26. Oktoberjul. / 7. November 1879greg. in Janowka, einem Dorf im Gouvernement Cherson (damals Russisches Kaiserreich, heute Ukraine), geboren. Obwohl die Familie zur jüdischen Bevölkerung gehörte, sprach sie kein Jiddisch, sondern die russisch-ukrainische Mischsprache Surschyk. Sein Vater Dawid Leontjewitsch Bronstein (1847–1922) war Landwirt, der es zu einigem Wohlstand gebracht hatte und mit Hilfe von Lohnarbeitern einen größeren Bauernhof in der Nähe der Kleinstadt Bobrynez bewirtschaftete. Trotzkis Vater war nicht religiös, seine Mutter Anna Lwowna (1850–1910) befolgte das jüdische Gesetz nicht streng. Lews Schwester Olga engagierte sich später ebenfalls in der revolutionären Bewegung und heiratete den einflussreichen Parteitheoretiker Lew Kamenew.
Seine Kindheit in Janowka erlebte Bronstein weder als unbeschwert noch als bedrückend. In seiner Autobiografie Mein Leben berichtete er von einer „biederen Kleinbürgerkindheit, farblos in der Schattierung, beschränkt in der Moral, nicht von Kälte und Not, aber auch nicht von Liebe, Überfluss und Freiheit geprägt“. 1886 besuchte Bronstein zunächst den Cheder, eine religiös geprägte Grundschule in der benachbarten Kolonie Gromokley und lernte Russisch, Arithmetik und Hebräisch. Ab 1888 absolvierte er die von Schwarzmeerdeutschen geführte lutherische Realschule zum Heiligen Paulus in der Hafenstadt Odessa – als Jude war ihm der Besuch des Gymnasiums verwehrt. Auf der Schule lernte Bronstein das ländliche, orthodoxe Judentum, wie es seine Familie praktizierte, aus der aufgeklärten Sicht des Bürgertums zu sehen und begann, sich für ein weltoffenes, assimiliertes Judentum einzusetzen. Mit 17 Jahren begann er, sich politisch von einem radikaldemokratischen Oppositionellen zu einem Volkstümler (Narodnik) zu entwickeln, einer der neben dem Marxismus populärsten oppositionellen Richtungen jener Tage. Bronstein trat einem Diskussionszirkel junger Oppositioneller bei, in dem er die Positionen der Volkstümler vertrat. Seine Kontrahentin und spätere Ehefrau war die sieben Jahre ältere Alexandra Sokolowskaja, die sich als Marxistin verstand. Als er begann, sich politisch zu betätigen, stellten seine Eltern ihre Unterhaltszahlungen ein. Als Jahrgangsbester legte Bronstein 1897 das Abitur in Nikolajew ab. Er war im sozialdemokratischen Südrussischen Arbeiterbund aktiv, wo er als Propagandist und Verbindungsmann zwischen den Gruppen in Nikolajew und Odessa fungierte.

### Erste Haft und Flucht

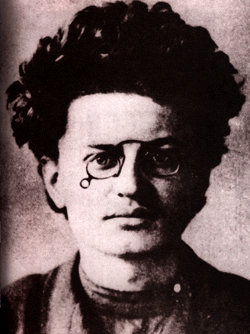
Polizeifoto von Bronstein nach seiner Festnahme 1898

Anfang 1898 nahm die zaristische Geheimpolizei Ochrana Bronstein im Rahmen von Massenverhaftungen fest und ließ ihn in den Gefängnissen von Nikolajew, Cherson und Odessa einsitzen. 1899 wurde er zur Verbannung nach Sibirien verurteilt, wo er erstmals Schriften von Karl Marx las. Eine intensive Auseinandersetzung mit dem dialektischen und historischen Materialismus lässt sich auch in seinen späteren Schriften nicht nachweisen. Der Historiker Dimitri Wolkogonow attestiert Trotzki ein „Fehlen fester marxistischer Überzeugungen“. Laut dem Philosophen Tim Rojek war Trotzki im Wesentlichen Praktiker, wesentliche Auseinandersetzungen mit dem Marxismus habe er nicht geleistet.
Im Moskauer Überführungsgefängnis Butyrka heiratete der Revolutionär 1900 Alexandra Sokolowskaja, die ihn wenig später in die Verbannung nach Irkutsk begleitete. Im folgenden Jahr wurde ihre erste Tochter, Sinaida, geboren und 1902 die zweite Tochter Nina (gest. 1928). Im Jahre 1902 verließ er wegen seiner revolutionären Arbeit seine Frau und die beiden kleinen Töchter und floh mit einem gefälschten Pass aus der Verbannung. In den Pass trug er den Namen Trotzki ein, womit er sich nach einem seiner Gefängnisaufseher benannte. Diesen Namen verwendete er bis zum Ende seines Lebens.

### Vor dem Umsturz
Wenig später, im Herbst 1902, kam Leo Trotzki, der Einladung von Wladimir Iljitsch Lenin folgend, nach London und wohnte mit ihm zusammen. Er wurde Mitarbeiter in der Zeitung Iskra (Der Funke), dem Parteiorgan der Sozialdemokratischen Arbeiterpartei Russlands (SDAPR), die von Lenin geleitet wurde. Dieser wollte Trotzki in den Redaktionsstab aufnehmen, was ihm den Spitznamen „Leninscher Knüppel“ einbrachte; nach der Spaltung der russischen Sozialdemokratie führte er diese Arbeit jedoch nicht mehr fort. Bald schon trat er der SDAPR Georgi Plechanows bei und vertrat auf dem II. Parteitag der SDAPR in der britischen Hauptstadt den sogenannten Sibirischen Bund.
In dieser Zeit lernte Trotzki auch Alexander Parvus, eigentlich Israil Lasarewitsch Helphand, kennen, der aus einem jüdischen Schtetl in der Nähe von Odessa stammte und der in der deutschen SPD sein politisches Betätigungsfeld gefunden hatte. Der ältere Parvus prägte den jungen Trotzki sehr stark. Dessen „Theorie der permanenten Revolution“ basiert zum Teil auf einer ähnlichen Konzeption von Parvus. Mit dem Judentum identifizierte Trotzki sich gleichwohl nicht: Gegenüber Bundisten erklärte er 1903, er sehe sich weder als Russe noch als Jude, sondern als Sozialdemokrat. 1902 hielt sich Trotzki zeitweise in Paris auf, wo er die Kunstgeschichtsstudentin Natalja Sedowa kennenlernte. Sie blieb bis zu seinem Lebensende an seiner Seite.

Auf dem zweiten Parteitag der SDAPR kam es 1903 zur Spaltung der Partei über die Frage, wer als Parteimitglied betrachtet werden könne. Opponenten bei dieser Auseinandersetzung waren einerseits Lenin, nach dessen Meinung nur Personen Parteimitglied sein konnten, die sich persönlich engagierten, und andererseits Julius Martow, der lediglich die Unterstützung der Partei als Grundlage einer Parteimitgliedschaft ansah. Diese Haltung unterstützte auch Trotzki. Bei der folgenden Abstimmung siegten die Anhänger Lenins, die in der Folge Bolschewiki (deutsch: Mehrheitler) genannt wurden; ihnen standen die Menschewiki (deutsch: Minderheitler) entgegen. In der Folge veröffentlichte Trotzki das Pamphlet Unsere politischen Aufgaben, in dem er Lenin vorwarf, er wolle die einfachen Parteimitglieder zu bloßen Befehlsempfängern degradieren. Lenins Vorstellungen vom „sozialdemokratischen Jakobiner“ und einer zentralistischen Führerorganisation liefen für ihn nicht auf eine Diktatur des Proletariats hinaus, sondern auf eine „Diktatur über das Proletariat“. In seinem Bericht über den Parteitag sah er die Folgen des Demokratischen Zentralismus voraus: 

„Die Organisation der Partei tritt an die Stelle der Partei selbst; das Zentralkomitee an die Stelle der Organisation; und schließlich tritt der Diktator an die Stelle des Zentralkomitees.“

Bereits im September 1904 verließ Trotzki die Menschewiki und nahm bis 1917 eine unabhängige Position zwischen beiden Parteiflügeln ein: Seine „Theorie der permanenten Revolution“ stand den Bolschewiki näher, in Fragen der Parteiorganisation dachte er eher menschewistisch.
Von August 1904 an wohnte Trotzki ein halbes Jahr lang in München, bis er nach dem St. Petersburger Aufstand im Oktober 1905 nach Russland zurückkehrte. Zusammen mit Parvus wurde er Mitglied des St. Petersburger „Sowjets (Rat) der Arbeiterdeputierten“, dessen Vorsitz er übernahm. Das Oktobermanifest, in dem Zar Nikolaus II. den Aufständischen Zugeständnisse gemacht hatte, zerriss er während einer Rede: „Man hat uns eine Konstitution gegeben, aber die Autokratie bleibt. Man hat uns alles gegeben, und man hat uns nichts gegeben.“
Nach Auflösung des St. Petersburger Sowjets kam Trotzki erneut in Haft, wo er die Schrift Bilanz und Ausblick – Russland in der Revolution verfasste. Er wurde zu lebenslanger Verbannung verurteilt und ins Gouvernement Tobolsk geschickt. Kurz nach der Ankunft in Sibirien floh er 1907 erneut. Bis 1914 lebte er mit seiner Lebensgefährtin Natalja Sedowa in Wien zusammen und führte ein scheinbar harmloses Leben. Regelmäßig spielte er Schach im Café Central – einer Anekdote zufolge bezweifelte daher Jahre später ein österreichischer Minister die Aussichten auf eine Revolution in Russland: „Wer sollte sie denn machen. Vielleicht der Herr Trotzky aus dem Café Zentral?“ 1906 und 1908 wurden Trotzkis und Sedowas Söhne Lew und Sergej geboren. Ab 1908 gab er zusammen mit Adolf Joffe die Zeitung Prawda (deutsch: „Wahrheit“) heraus, die das Motto hatte: „Lehren, nicht führen“. Sie ist nicht zu verwechseln mit der gleichnamigen von Lenin herausgegebenen Zeitung.
Auf dem Parteitag von 1907, abermals in London, stand Trotzki einer von den Bolschewiki so genannten zentristischen Fraktion vor. In jener Zeit versuchte vor allem Kamenew, ihn von der bolschewistischen Fraktion und den Positionen Lenins zu überzeugen; Trotzki blieb allerdings Kritiker Lenins, ebenso wie Lenin die Positionen Trotzkis verurteilte. Nachdem die Bolschewiki im Januar 1912 eine eigene Partei gegründet hatten, versuchte Trotzki im August desselben Jahres in Wien vergebens, die sozialdemokratischen Gruppen zu vereinen. Erste militärische Erfahrungen sammelte er ab Ende 1912, als er als Kriegsberichterstatter für die Zeitung Kijewskaja mysl über die Balkankriege berichtete. Seine Reportagen erschienen später gesammelt unter dem Titel Die Balkankriege.

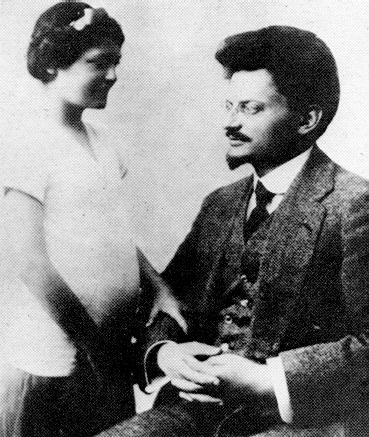
Leo Trotzki mit seiner Tochter Nina (1915)

Nach Ausbruch des Ersten Weltkrieges floh Trotzki vor der in Österreich drohenden Verhaftung in die neutrale Schweiz und zog im November 1914 nach Paris, um für Kijewskaja mysl über den Krieg zu berichten. Ab Januar 1915 gab er dort die Zeitung Nasche Slowo heraus, die als Organ der internationalistischen Menschewiki fungierte. Auf der Zimmerwalder Konferenz 1915 wirkte er am Internationalen Sozialistischen Antikriegsmanifest mit, das auch Lenin unterschrieb. Die Spannungen zwischen beiden Männern blieben aber bestehen. Wegen seiner gegen den Krieg gerichteten Agitation wurde er, nachdem es unter russischen Truppen in Frankreich zu einer Meuterei gekommen war, von den französischen Behörden nach Spanien abgeschoben. Dort wurde er verhaftet und später nach New York deportiert.

### Oktoberrevolution
In New York, wo er mit Natalja Sedowa und seinen zwei Söhnen eine Wohnung bewohnte, arbeitete Trotzki für die russisch- bzw. jiddischsprachigen Zeitungen Novy Mir und Der Forwerts. Im März 1917 erhielt er die Nachricht von der russischen Februarrevolution, durch welche die bürgerliche Provisorische Regierung unter dem Fürsten Lwow und seinem sozialdemokratischen Kriegsminister Kerenski an die Macht kam. Er machte sich auf den Weg nach Russland, wurde aber am 3. April 1917 in Halifax, Nova Scotia, Kanada, festgenommen und in ein Internierungslager für deutsche Kriegsgefangene gebracht. Allerdings setzte der Petrograder Sowjet – 1914 war St. Petersburg in Petrograd umbenannt worden – die Provisorische Regierung unter Druck, sich für Trotzki einzusetzen. Nach seiner Freilassung kam er im Mai 1917 in Petrograd an.
Dort schloss er sich erneut einer sogenannten zentristischen Arbeiterpartei an, diesmal der bereits 1913 gegründeten Überregionalen Organisation vereinigter Sozialdemokraten (Meschrajonzy), die das Ziel hatte, die Bolschewiki und Menschewiki auszusöhnen. Nach einigen Auseinandersetzungen schloss sich die Überregionale Organisation unter der Führung Trotzkis, den in der theoretischen Auseinandersetzung allein noch die Frage einer sozialdemokratischen Massenpartei von Lenin trennte, den Bolschewiki an. Trotzki agitierte sehr erfolgreich auf Massenveranstaltungen, die im St. Petersburger „Zirkus Modern“ stattfanden: Mitunter wurde er von seinem begeisterten Publikum auf Händen zur Rednertribüne getragen. Der Juliaufstand der Bolschewiki aber scheiterte kläglich: Lenin musste fliehen, Trotzki kam für fünf Wochen in Untersuchungshaft. In absentia wurde er auf dem VI. Parteitag der Bolschewiki in die Partei aufgenommen und erhielt einen Platz im Zentralkomitee. Von nun an versuchte er, die kritisch-distanzierte Haltung, die er zu den Bolschewiki eingenommen hatte, im Rückblick zu kaschieren. So stellte er etwa in seinen 1930 erschienenen Memoiren sein bis dahin durchaus spannungsreiches Verhältnis zu Lenin als nachgerade unverbrüchliche Freundschaft dar.
Nachdem die Bolschewiki eine Mehrheit im Petrograder Sowjet erreicht hatten, wurde Trotzki im September 1917 zu dessen Vorsitzenden gewählt und organisierte in dieser Funktion die „Kampfverbände der Roten Garde“. Damit wurde er der Hauptorganisator der Oktoberrevolution. Als am 10. Oktober 1917 das Zentralkomitee der Partei den Entschluss zum bewaffneten Aufstand fasste, stimmte Trotzki mit der Mehrheit seiner Genossen dafür. Die später von der stalinistischen Propaganda verbreitete Behauptung, Trotzki habe sich gegen die Revolution ausgesprochen, ist falsch.
Unter seiner Federführung wurde am 16. Oktober 1917 das Militärrevolutionäre Komitee des Petrograder Sowjets gegründet. Dieses Komitee setzte den Befehl der provisorischen Regierung, zwei Drittel der Petrograder Stadtgarnison an die Front des Ersten Weltkriegs zu beordern, außer Kraft. Dies war der Beginn der Revolte des Militärrevolutionären Komitees im Smolny-Institut, wo Boten mit Nachrichten aus den verschiedenen Teilen der Stadt eintrafen, um über die Ereignisse und Erfolge der Aufständischen zu informieren. Nach der Übernahme von Bahnhöfen, Postämtern, Telegrafenamt, Ministerien und der Staatsbank sowie dem Sturm auf den Winterpalast etablierte sich am 26. Oktober um 5 Uhr morgens der am Vortag einberufene II. Gesamtrussische Kongress der Arbeiter- und Soldatendeputierten eine Koalitionsregierung aus Bolschewiki und linken Sozialrevolutionären unter dem Namen Sowjet der Volkskommissare.

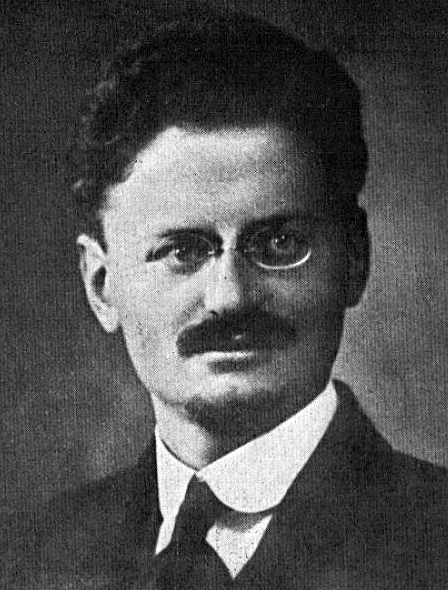
Leo Trotzki 1918

Nachdem die Bolschewiki die Macht erlangt hatten, wurde Trotzki zum Volkskommissar (russisch: народный комиссар Narodnyj Kommissar, kurz Narkom) für äußere Angelegenheiten ernannt. Seine Hauptaufgabe sah er darin, Frieden mit dem Deutschen Reich und dessen Verbündeten zu schließen. Er sorgte für die Ausrufung eines Waffenstillstands zwischen Sowjetrussland und den Mittelmächten und leitete die Friedensverhandlungen von Brest-Litowsk. Da er auf eine Revolution auch im Westen hoffte, versuchte er aufgrund der schwachen Position des revolutionären Russlands und der offen imperialistischen Position der deutschen Obersten Heeresleitung in der Frage der Gebietszugehörigkeit der Ukraine solange wie möglich eine Übereinkunft hinauszuzögern. Doch diese Politik unter der Losung „Weder Krieg noch Frieden“, für die er am 13. Februar 1918 vor dem Gesamtrussischen Zentralexekutivkomitee der Sowjets warb, öffnete dem Feind den Weg ins Land: Am 18. Februar 1918 überschritten deutsche Truppen die russisch-deutsche Frontlinie, die seit dem Waffenstillstand vom 15. Dezember 1917 Bestand hatte, und besetzten die Ukraine, die sich bereits im Januar 1918 für unabhängig erklärt hatte und die den unter Nahrungsmittelknappheit leidenden Mittelmächten als „Kornkammer“ dienen sollte (→ Ukrajinska Narodna Respublika). Aufgrund der militärischen Überlegenheit der Mittelmächte musste Sowjetrussland am 3. März 1918 den sehr nachteiligen Friedensvertrag von Brest-Litowsk schließen, der den Verlust der Ukraine und weiterer Gebiete für Sowjetrussland zur Folge hatte.
Das Verhalten Trotzkis während der Verhandlungen war innerhalb der Regierung und des Zentralkomitees der Kommunistischen Partei stark umstritten. Während es auf der einen Seite eine Gruppierung um Karl Radek und Nikolai Bucharin gab, die die unbedingte Fortführung des „revolutionären Krieges“ und die Expansion des Sowjetgebietes forderte, ohne die verzweifelte Lage der eigenen Truppen zu berücksichtigen, wurde von einer Minderheit um Lenin eine riskante Verschleppungstaktik in der Hoffnung auf eine baldige proletarische Revolution in Deutschland und Österreich-Ungarn favorisiert. Trotzki selbst wollte laut seiner Autobiografie eine Kapitulation erst auf eine erneute Offensive von Seiten der deutschen Truppen hin unterzeichnen, enthielt sich aber auf der entscheidenden Abstimmung im ZK, um Lenin die Mehrheit zu sichern, und trat freiwillig aus diplomatisch-taktischen Gründen vom Amt des Volkskommissars für äußere Angelegenheiten zurück.

### Gründung der Roten Armee und Bürgerkrieg
Den Abschluss des Friedensvertrags von Brest-Litowsk betrachtete Trotzki als persönliche Niederlage. Danach setzte er sich für den Sieg der Bolschewiki im Russischen Bürgerkrieg ein, bei dem sich die sowjetischen „Roten“ und die zaristisch-bürgerlichen „Weißen“ gegenüberstanden. Trotzki wurde am 14. März 1918 zum Volkskommissar für das Kriegswesen ernannt und begann mit dem Aufbau der Roten Arbeiter- und Bauernarmee, kurz Roten Armee. Mit seinem energischen und gnadenlosen Vorgehen trug er entscheidend zum militärischen Sieg der Bolschewiki bei. Er organisierte die Umwandlung der bisher zerstreuten, desorganisierten Roten Garden in ein straff geführtes Territorialheer: So führte er am 29. Mai 1918 die Wehrpflicht wieder ein. Auch die militärischen Ränge, Abzeichen und die Todesstrafe gab es jetzt wieder. Trotzki erklärte, Repressalien seien notwendig beim Aufbau einer Armee: „Man kann nicht Menschenmassen in den Tod führen, ohne die Todestrafe im Arsenal zu haben“. Im August 1918 befahl er darüber hinaus, dass bei einem aus Sicht des Oberkommandos unnötigen Rückzug einer Einheit zuerst der Kommissar und dann der militärische Befehlshaber sofort hinzurichten seien. Das Kommandopersonal wurde bis dahin von den Soldaten gewählt. Dieser demokratische Ansatz behinderte aber die Umwandlung in eine neue, zentral geführte Armee. Trotzki schaffte die demokratischen Strukturen daher großenteils ab, entließ die konservativen Kosaken aus der Kavallerie und verband die Verteidigung der neuen Regierung mit dem Freiheitskampf verschiedener unterdrückter Nationalitäten des ehemaligen Zarenreiches. Ehemalige zaristische Offiziere, deren Familien man in Sippenhaft genommen hatte, um ihre Loyalität zu garantieren, berieten als so genannte Militärexperten die Rotarmisten in Kommandostellen während der Gefechte – laut dem britischen Historiker Steve A. Smith „Trotzkis umstrittenste Entscheidung“. Vom August 1918 bis ins Jahr 1920 mischte sich Trotzki an Bord seines Panzerzuges direkt in die Geschicke der Roten Armee ein. In seinen Memoiren schreibt er, er habe damit während des Bürgerkriegs 105.000 Kilometer zurückgelegt – das entspricht knapp dem dreifachen des Erdumfangs. Bereits im September 1918 zeigte die Rückeroberung der Stadt Kasan, dass Trotzkis Maßnahmen erfolgreich waren.
Unter Exilrussen hieß es dazu, die Bolschewiki kämpften „mit lettischen Stiefeln und chinesischem Opium“, denn aus Mangel an erfahrenen Offizieren förderte Trotzki den Eintritt von Offizieren der alten zaristischen Armee in die Rote Armee. Bis Kriegsende dienten rund 75.000 im roten Offizierskorps. Manche meldeten sich freiwillig, andere wurden eingezogen. Trotzki befahl, zu ihrer Kontrolle ihre Familien in Sippenhaft zu nehmen, sofern die Offiziere zu den Weißen überlaufen sollten. Die offiziell als „Militärspezialisten“ bezeichneten Offiziere wurden zusätzlich der Kontrolle durch loyale Aufsichtspersonen, so genannte Politkommissare, unterworfen. Gerade dieser Aspekt führte zu harscher Kritik innerhalb der Partei; besonders Josef Stalin, der in Zarizyn, dem späteren Stalin- und heutigen Wolgograd, Kommissar der Roten Armee war, beklagte sich über die Einsetzung des Generals Sytin bei der Verteidigung der Stadt. Er und die übrigen Opponenten der neuen Militärorganisation fanden aber aufgrund der militärischen Erfolge Trotzkis kein Gehör bei Lenin.
Am 6. April übernahm Trotzki noch zusätzlich das Ressort für Marineangelegenheiten. Die Regierung war von Petrograd nach Moskau umgezogen. 1919 benannten sich die Bolschewiken in Kommunistische Partei Russlands (Bolschewiki) (KPR (B)) um, die ab 1925 Kommunistische Partei der Sowjetunion (Bolschewiki) (KPdSU (B)) hieß. Unangefochtener Führer war Wladimir Lenin, der sich mit Trotzki inzwischen ausgesöhnt hatte.
Zunächst standen die Bolschewiki unter großem Druck. Das Territorium der Sowjets wurde 1918 zeitweise durch die sogenannten Weißen Armeen fast auf das Gebiet der alten Moskauer Fürstentümer reduziert. Die Versorgungslage der Städte war schlecht. Zusätzlich griffen die Siegermächte des Ersten Weltkriegs durch die Entsendung eigener Truppenkontingente in die Kämpfe zugunsten der oppositionellen Weißen Armeen ein. So befanden sich zwischen 1918 und 1922 japanische, US-amerikanische, britische, italienische und französische Truppenkontingente auf russischem Gebiet. Der Roten Armee, die aus den Roten Garden hervorgegangen war, stand jedoch ein Gegner gegenüber, der über keine einheitliche Führung verfügte und widersprüchliche Zielsetzungen verfolgte.
1919 führte Trotzki den Kampf gegen den Anarchisten Nestor Machno und dessen Bewegung, die Machnowschtschina, an. Im gleichen Jahr 1919 kritisierte er den hohen Anteil von Juden bei der Tscheka und in anderen staatlichen Behörden, während sie unter den Soldaten an der Front unterrepräsentiert seien. Er befürchtete, dies würde Antisemiten Argumente für ihre Agitation liefern und forderte eine Korrektur.
Bis 1920 gelang es der Roten Armee, die Weißen Truppen bis in den Osten des russischen Reiches zurückzudrängen. Im Februar desselben Jahres erlitt die Weiße Armee eine schwere Niederlage in Sibirien. Trotzki proklamierte nun den Krieg gegen Polen und dessen ukrainische Verbündete und machte ihn zur Chefsache im Kriegskommissariat. Durch das sogenannte „Wunder an der Weichsel“ Mitte August wurde die Rote Armee allerdings empfindlich getroffen und vernichtend geschlagen. Die Offensive gegen Polen musste abgebrochen werden. Im Vertrag von Riga erwarben die Sowjets aber Belarus und die Ukraine.
Im Mai 1921 fiel die Krim, die letzte Festung der Weißen Armee. Bis zum Ende des Russischen Bürgerkriegs 1922 eroberten die Roten Truppen unter Trotzkis Führung Aserbaidschan, Armenien und Georgien, deren Regierungen, teils menschewistisch, teils nationalistisch geprägt, die staatliche Unabhängigkeit angestrebt hatten. In Georgien fand im August ein vergeblicher Aufstand gegen die Rote Armee statt, die in den neu eroberten Ländern zum Teil als Befreier, zum Teil aber als Besatzungsmacht wahrgenommen wurde.
Der Aufstand der Kronstädter Matrosen 1921 – sie forderten sofortige gleiche und geheime Neuwahlen der Sowjets, Rede- und Pressefreiheit für alle anarchistischen und linkssozialistischen Parteien, Versammlungsfreiheit, freie Gewerkschaften und eine gerechtere Verteilung von Brot – wurde von der Roten Armee unter Trotzkis Führung „mit erbarmungsloser Härte und Massenerschießungen“ unterdrückt. Trotzki verteidigte auch die Pressezensur, warnte aber davor, einer Kunst der Schönfärberei Vorschub zu leisten. Auch für die blutige Niederschlagung von Bauernaufständen mit Tausenden Toten, z. B. im Gebiet der heutigen Ukraine, die sich vor allem gegen die Kornkonfiszierungen richteten, wurde Trotzki als oberster Heeresführer verantwortlich gemacht. In den 1930er Jahren kritisierten die Kommunisten Max Eastman, Boris Souvarine, Ante Ciliga und Victor Serge Trotzkis Rolle bei der brutalen Niederschlagung, die sie als Beginn des Stalinismus und als Vorläufer des Großen Terrors ihrer Gegenwart ansahen. Trotzki rechtfertigte sein Vorgehen:

„Ich weiß nicht […], ob es unschuldige Opfer (in Kronstadt) gab […]. Ich bin bereit, zuzugeben, dass ein Bürgerkrieg keine Schule für menschliches Verhalten ist. Idealisten und Pazifisten haben der Revolution immer Exzesse vorgeworfen. Die Schwierigkeit der Sache liegt darin, dass die Ausschreitungen der eigentlichen Natur der Revolution entspringen, die selbst ein Exzess der Geschichte ist. Mögen jene, die dazu Lust haben (in ihren armseligen journalistischen Artikeln), die Revolution aus diesem Grund verwerfen. Ich verwerfe sie nicht.“

1921 wurde Trotzki Volkskommissar für Transportwesen, wo während der Wirtschaftskrise des Kriegskommunismus 20 bis 40 % der Fahrten wegen Arbeitsdesertion ausfielen. Auch in diesem Amt war er sehr erfolgreich, indem er die Arbeiter einer militärischen Disziplin unterzog. Dadurch geriet er in einen heftigen Konflikt, weil er den Gewerkschaften jede Eigenständigkeit nehmen wollte: Er ließ die gewählten Vorstände der Eisenbahner- und Schiffergewerkschaften durch ein zentrales Komitee für Transportwesen ersetzen, das gleichzeitig als weisungsempfangendes politisches Organ und als Gewerkschaft fungieren sollte. Dieser Schritt führte auf dem X. Parteitag der KPdSU (B) zu heftigem Streit, als der Gewerkschafter Michail Pawlowitsch Tomski für eine gewisse Autonomie der Arbeitnehmervertretungen plädierte. Dies wurde als „anarchosyndikalistische Abweichung“ delegitimiert, Lenin setzte eine Kompromisslösung durch. Als der Kriegskommunismus auf dem X. Parteitag der KPdSU (B) im März 1921 durch die Neue Ökonomische Politik (NÖP) abgelöst wurde, die die Wirtschaft teilweise liberalisierte und in engen Grenzen wieder Privateigentum an Produktionsmitteln zuließ, sah Trotzki darin Anzeichen einer Entartung bolschewistischer Überzeugungen. Ihm schwebte vielmehr vor, die ökonomischen Probleme durch eine „Diktatur der Industrie“ und von der Partei kommandierte „Arbeiterarmeen“ zu lösen.

### Machtkampf mit Stalin

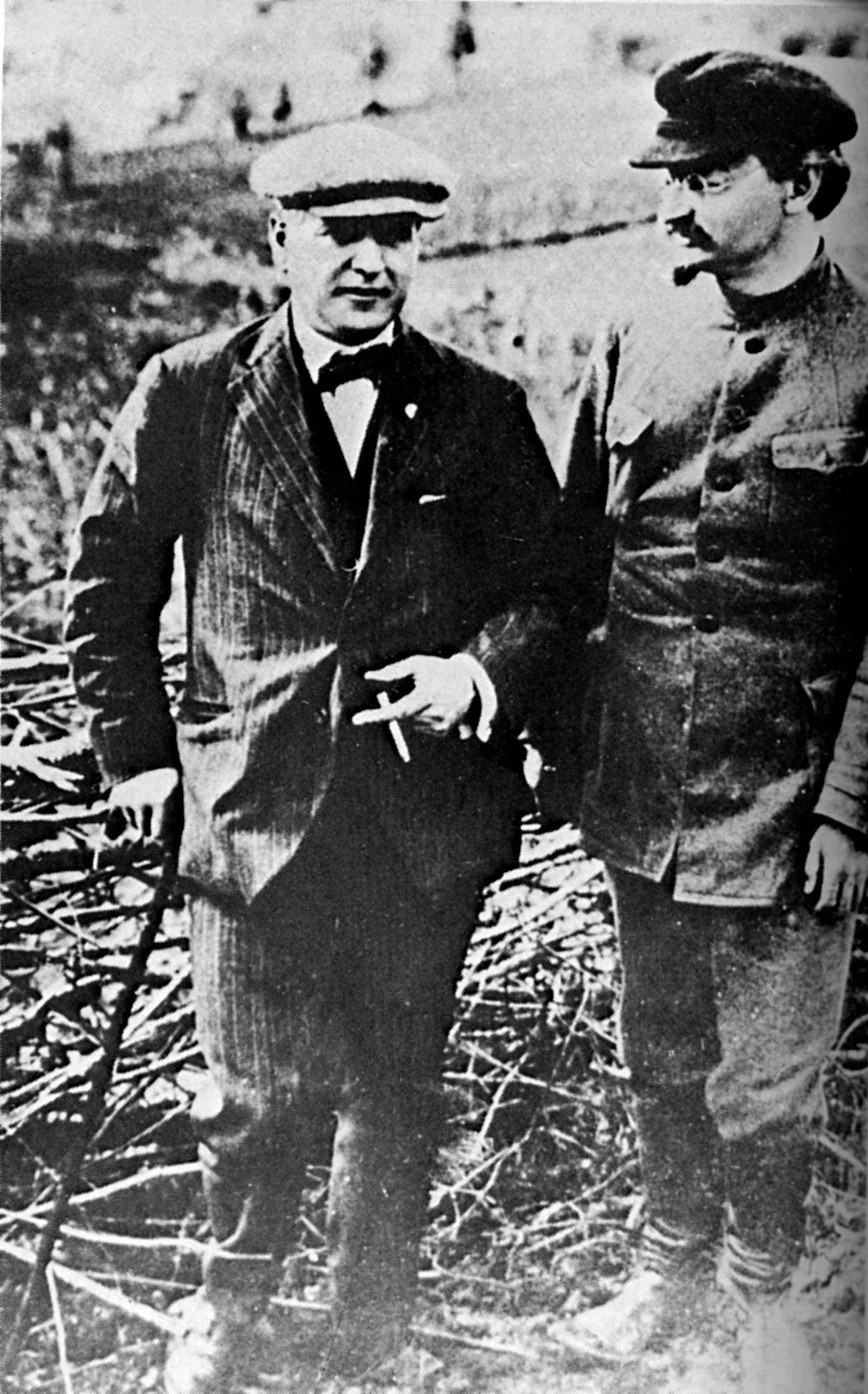
Trotzki (rechts) mit seinem innerparteilichen Unterstützer Christian Rakowski, ca. 1924

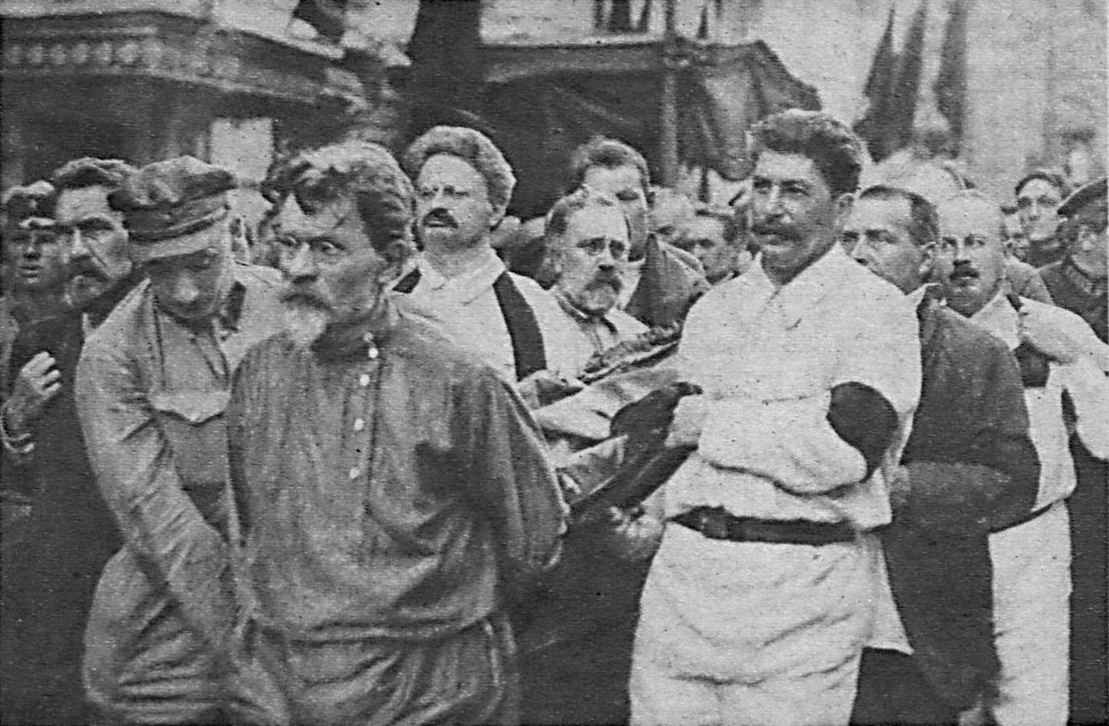
Trotzki (4. v. l.) zusammen mit Stalin (3. v. r.) als einer der Sargträger bei der Beerdigung von Feliks Dzierżyński

Nach der Gründung der Sowjetunion Ende Dezember 1922 begann Trotzki, die entstehende Bürokratie, den Totalitarismus der Bolschewiki und den aufkommenden russischen Nationalismus zu kritisieren. Damit isolierte er sich trotz seines Kriegsruhms innerhalb der Partei, wo er viele mit seiner arroganten Art vor den Kopf gestoßen hatte. Im Oktober 1923 griff Trotzki das Zentralkomitee der Kommunistischen Partei der Sowjetunion an, das von Generalsekretär Josef Stalin geleitet wurde. Dieser hatte sich nach der Oktoberrevolution um Trotzkis Freundschaft bemüht, doch waren die unterschiedlichen Charaktere sich nicht nähergekommen. Stalin verdächtigte Trotzki als Menschewiken und nahm ihm seine Selbstsicherheit, seine Eloquenz und seine selbstdarstellerischen Fähigkeiten übel, über die er nicht verfügte. In der Sache ging es um die Frage, ob die von Trotzki so bezeichnete Scherenkrise im Rahmen der NÖP weiterhin mit teilweise marktwirtschaftlichen Methoden bekämpft werden sollte, oder ob eine Kommandowirtschaft bzw. ein „Kasernenkommunismus“ (Dimitri Wolkogonow) zielführender wäre, wie Trotzki ihn vorschlug. Doch seine Hoffnungen, dadurch zum Führer der Partei aufzusteigen, erfüllten sich nicht: Da Stalin den Parteiapparat dominierte, stand Trotzki im Politbüro ganz allein da, im ZK unterstützten nur drei von vierzig Mitgliedern seine Position. Sinowjew und Stalin verbreiteten, Trotzki wäre kein echter Bolschewik und verwiesen zum Beweis auf die Konflikte, die dieser vor 1917 mit Lenin gehabt hatte.
Nach Lenins Tod im Januar 1924 brachen schließlich offene „Diadochenkämpfe“ um die Nachfolge aus. Lenin hatte in seinem Testament Vorbehalte gegen Trotzkis „übermäßiges Selbstvertrauen“ und seine „übermäßige Leidenschaft für rein administrative Maßnahmen“ geäußert, aber auch geschrieben, er zeichne sich „durch hervorragende Fähigkeiten“ aus und sei „persönlich […] wohl der fähigste Mann im gegenwärtigen ZK“. Nach dem Verlesen des Testaments, in dem Lenin den Generalsekretär des ZK Josef Stalin als zu „grob“ bezeichnete, bot dieser seinen Rücktritt an, doch dies wurde mit großer Mehrheit abgelehnt. In der Folge begann Stalin gemeinsam mit Sinowjew und Kamenew, Trotzki von der Macht zu verdrängen. Dazu gehörte, dass Lenins Testament und die Briefe in der Parteipresse und später in den Werkausgaben nicht gedruckt wurden. Lediglich Trotzki und diejenigen, die besser beurteilt worden waren als Stalin, zitierten Lenins letzten Willen in ihren Schriften. Erst ab 1956, dem Beginn der Entstalinisierung, waren diese Schriftstücke parteiintern und öffentlich zugänglich.
Der Machtkampf zwischen Trotzki und Stalin wurde vordergründig als Auseinandersetzung zwischen zwei revolutionären Konzepten ausgefochten: Stalin vertrat den „Sozialismus in einem Land“, während Trotzki weiterhin auf „Weltrevolution“ setzte. Dies entsprach seiner Theorie der permanenten Revolution, die er nach der Revolution von 1905 in der Schrift Ergebnisse und Perspektiven formuliert hatte. Sie besagte im Wesentlichen, dass die Bourgeoisie in Russland aufgrund des Kapitalimports schwach war, das Proletariat dagegen stärker als es rein zahlenmäßig scheine, da es in den Großstädten konzentriert sei. Aus dieser Lage zog Trotzki den Schluss, die Arbeiter müssten die Zarenherrschaft stürzen und die Revolution permanent machen, das heißt, dass sie nach Eroberung der Macht sofort sozialistische Reformen einleiten sollten. Damit wich er vom marxistischen Etappenschema ab, was er aber mit den Besonderheiten der russischen Geschichte erklärte. Zum anderen sollte man den Kapitaldienst der Auslandsschulden einstellen, was eine revolutionäre Krise in Europa auslösen werde. Trotzkis Hoffnung, auch im Westen würde es Revolutionen geben, erwies sich indes als trügerisch.
Auf dem XIII. Parteitag der KPdSU (B) kritisierte er im April 1923 die Bürokratisierung, die die Partei daran hindere, „schnell und wahr zu denken“. Dabei berief er sich auf die bolschewistische Tradition, auf Lenin und Nikolai Iwanowitsch Bucharin, einen entschiedenen Verteidiger der NÖP. Diese Positionierung wurde Trotzki nicht abgenommen: Bereits Lenin hatte ihm einen starken Hang zum Administrieren attestiert, Trotzkis wiederholte Forderung nach einer Militarisierung der Industrieproduktion unter seinem Kommando erwiesen seine Position als Scheinalternative. Er blieb daher erneut in der Minderheit.
Als Volkskommissar ging Trotzki in seiner Freizeit regelmäßig auf die Jagd oder zum Angeln. Auch nahm er hin und wieder Urlaub, um theoretische Arbeiten zu verfassen. 1924 veröffentlichte er sein Werk Literatur und Revolution. Darin prophezeite er, dass der gesellschaftliche Aufbau der Sowjetunion die physisch-psychische Selbsterziehung des Einzelnen und vor allem die Künste „einen höheren gesellschaftlich-biologischen Typus, wenn man so will, den Übermenschen […] schaffen“ würden. Die Menschen würden stärker und klüger werden, ihre Körper harmonischer, ihre Bewegungen rhythmischer und ihre Stimmen musikalischer; Durchschnittsmenschen würden sich auf dem Niveau von Aristoteles, Goethe und Marx bewegen, deren Leistungen noch übertroffen werden würden.
Nachdem Trotzki in seinen Lehren des Oktober im September 1924 das Verhalten Sinowjews und Kamenews während der Revolution in ein ungünstiges Licht gerückt hatte, verlor er im Januar 1925 seinen Posten als Kommissar für das Kriegswesen. In den folgenden Jahren musste er verschiedene untergeordnete Tätigkeiten im Staatsdienst ausüben. Es folgte die Kennzeichnung von „Trotzkismus“ als „Abweichlertum“ und „Verrat“. Alle Schriften und Werke des „jüdischen Verschwörers“ und „Lakaien des Faschismus“ galten als Ketzerei. Stalin ließ Trotzkis Namen und Fotos aus allen offiziellen Dokumenten und Texten tilgen. Außerdem leugnete er dessen Rolle beim Oktoberaufstand und im Bürgerkrieg.
Trotzki versuchte sich zu wehren und gründete mit seinen ehemaligen Gegnern Sinowjew und Kamenew die Vereinigte Opposition, doch konnte er gegen den von Stalin dominierten Parteiapparat nichts mehr ausrichten. 1926 wurde er aus dem Politbüro und im November 1927 auch aus der KPdSU ausgeschlossen. Auf dem XV. Parteitag der Partei im Dezember 1927 hatte die Opposition nicht einen stimmberechtigten Delegierten mehr. Trotzki wurde mit anderen Oppositionellen am 17. Januar 1928 nach Alma-Ata (im heutigen Kasachstan) verbannt.
In Alma-Ata verfasste Trotzki sein Werk Die permanente Revolution. Darin erteilte er sowohl der Vorstellung eines vorübergehenden Bündnisses mit der Bourgeoisie eine Absage als auch dem leninschen Konzept einer „Diktatur des Proletariats und der Bauernschaft“: Den Bauern fehle ein einheitliches Klassenbewusstsein, sie seien „völlig unfähig […], eine selbständige politische Rolle zu spielen.“ Die Arbeiterklasse sei die einzige Kraft, die die Diktatur des Proletariats verwirklichen könne. Die sozialistische Revolution verlaufe in einem langwierigen, phasenweise auch immer gewaltsamen Prozess, der nur gelingen könne, wenn er international, das heißt als Weltrevolution ablaufe. Stalins Konzept des Sozialismus in einem Land ignoriere die notwendigen Widersprüche, die sich aus der weltweiten Verflechtung des Kapitalismus, des Imperialismus und der Reaktion ergeben würden.

### Exil

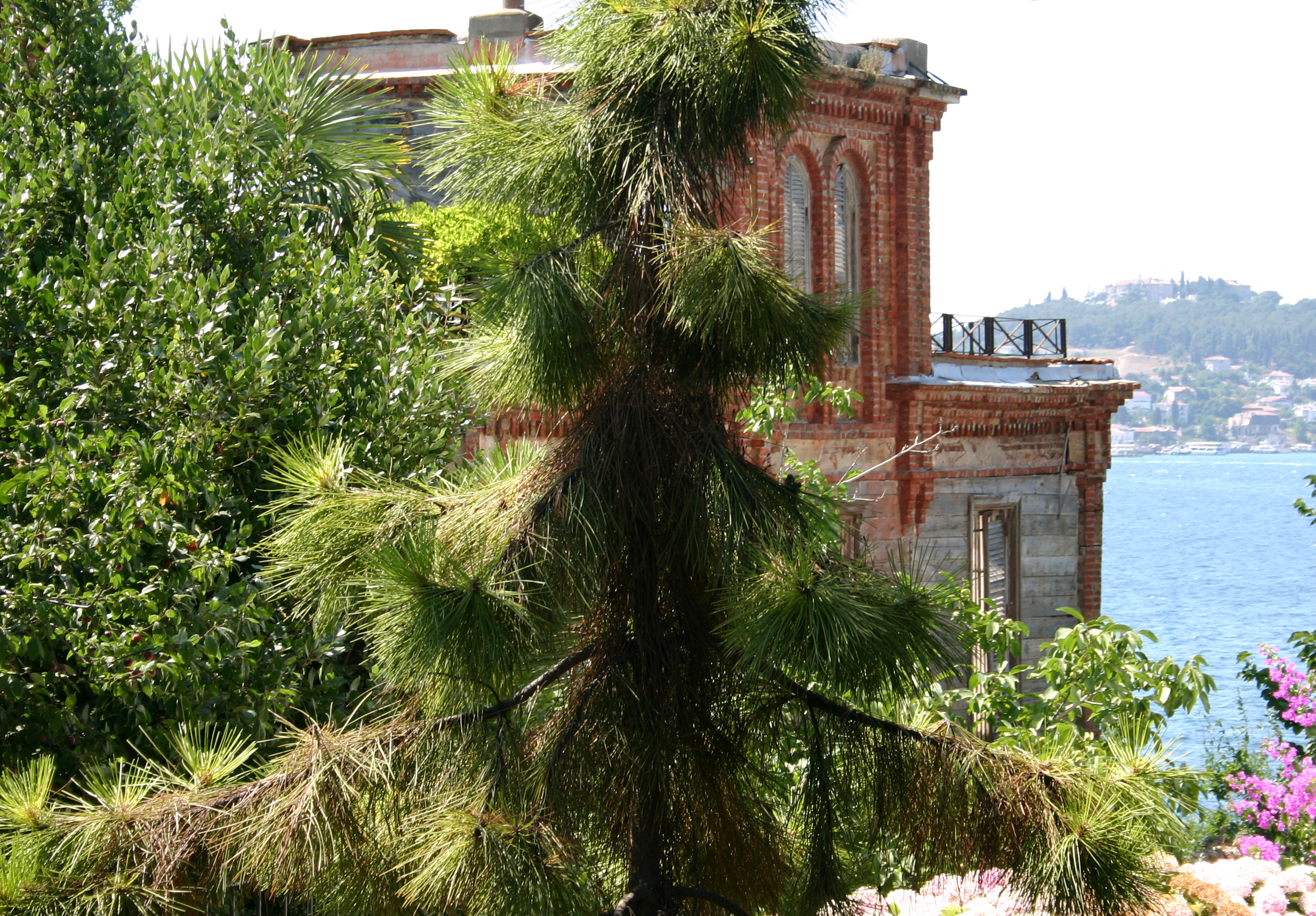
Das Haus auf der Insel Büyükada bei Istanbul, in dem Trotzki wohnte

1929 wurde Trotzki aus der Sowjetunion abgeschoben. Der türkische Staat unter Atatürk gewährte ihm politisches Asyl. Er verbrachte die Jahre zwischen 1929 und 1933 auf der Insel Büyükada in der Türkei. Weil er darauf hoffte, zurückgerufen und in die Führungsspitze der KPdSU berufen zu werden, blieb seine Kritik am Stalinismus in den ersten Jahren des Exils noch ambivalent. Trotzki war gezwungen zu schreiben, um seinen Lebensunterhalt zu verdienen. Die Ausgaben dafür waren hoch, weil er immer Leibwächter zu seinem Schutz brauchte und weil seine weitere politische Arbeit finanziert werden sollte. Daher war ihm ein Angebot des New Yorker Verlages Charles Scribner’s Sons recht, das Schreiben von Trotzkis Autobiographie zu finanzieren und sie zu veröffentlichen. Sie erschien 1929 und trug in der deutschen Version den Titel Mein Leben. Versuch einer Autobiographie. Der Erfolg ermunterte Trotzki, ein Angebot des New Yorker Verlags Simon & Schuster anzunehmen und eine Geschichte der Russischen Revolution zu verfassen, die 1932 erschien. In der Zeit ab 1930 setzte sich Trotzki intensiv mit dem deutschen Nationalsozialismus auseinander, den er als vom Kleinbürgertum getragene, autonom von der Bourgeoisie entstandene Massenbewegung analysierte, deren objektive Funktion die Zerschlagung der gesamten Arbeiterbewegung sei. Als Gegenstrategie setzte sich Trotzki in Schriften wie Gegen den Nationalkommunismus, Soll der Faschismus wirklich siegen, Wie wird der Nationalsozialismus geschlagen? und Was Nun? Schicksalsfragen des deutschen Proletariats für eine Einheitsfront von SPD, KPD und Freien Gewerkschaften gegen die NSDAP ein.
1929 hatte Stalin begonnen, die NÖP zu revidieren, mit großer Grausamkeit die Kollektivierung der Landwirtschaft durchzusetzen und mit Arbeitsarmeen die Schwerindustrie der Sowjetunion zu errichten. Auch dies wurde von Trotzki und seinen Anhängern, der Untergrundpartei der Linken Opposition, einer scharfen Kritik unterzogen. Trotzki hatte sich für eine umfassende Industrialisierung in einem langsameren Tempo und eine freiwillige Kollektivierung der Bauernschaft auf der Basis einer neu zu errichtenden Sowjetdemokratie ausgesprochen. Trotzki schrieb im Exil Pamphlete gegen Stalin, die unter anderem exklusiv in der New York Times veröffentlicht wurden. In dieser Auseinandersetzung mit Stalin entwickelte Trotzki nach Ansicht des Philosophen Tim Rojek keine kritische Analyse seiner eigenen Rolle beim Aufbau der Sowjetunion, weshalb er für viele Intellektuelle, die seine Kritik am Stalinismus grundsätzlich teilten, „letztlich untragbar“ gewesen sei.
Am 20. Februar 1932 wurde Trotzki die sowjetische Staatsbürgerschaft aberkannt, womit gleichzeitig die Verfolgung durch den sowjetischen Geheimdienst GPU begann. Mit der kampflosen Niederlage der deutschen Arbeiterbewegung, die Trotzki im Wesentlichen als Resultat des Versagens von KPD und Komintern ansah, nahm Trotzki von seiner 1929 bis 1933 vertretenen Strategie einer Reform der stalinistischen Parteien und der Komintern Abstand und nahm Kurs auf die Gründung einer neuen, „vierten“ kommunistischen Internationale und führte in diesem Rahmen zunächst auch (zumeist letztendlich erfolglose) Verhandlungen mit den im Londoner Büro zusammengeschlossenen Gruppen wie der SAPD oder der niederländischen Organisation um Henk Sneevliet.
Die französische Regierung Daladiers gewährte ihm Asyl in Frankreich. Er hielt sich zunächst in Saint-Palais-sur-Mer, später in Barbizon auf. Für Paris erhielt er keine Zugangserlaubnis. 1935 wurde ihm signalisiert, dass sein Aufenthalt in Frankreich nicht länger erwünscht sei. Er nahm ein Angebot Norwegens auf Asyl an und lebte dort seit dem Sommer 1935 als Gast Konrad Knudsens in Hønefoss nahe Oslo. Mit seiner regen publizistischen Tätigkeit griff er den Stalinismus mit den Moskauer Prozessen an, in denen er als Haupt einer großen Verschwörung gegen Stalin und sein System in Abwesenheit angeklagt worden war. Vehement bestritt er die Kontinuitätslinien zwischen Leninismus und Stalinismus, die heute in der historischen Forschung diskutiert werden. Infolge des von der Sowjetunion ausgeübten diplomatischen Drucks wurde Trotzki von den norwegischen Behörden unter Hausarrest gesetzt. Nach Verhandlungen mit der norwegischen Regierung konnte er unter der Auflage strenger Geheimhaltung im Dezember 1936 auf dem Frachtschiff Ruth nach Mexiko ausreisen, das im Januar 1937 in Tampico ankam.

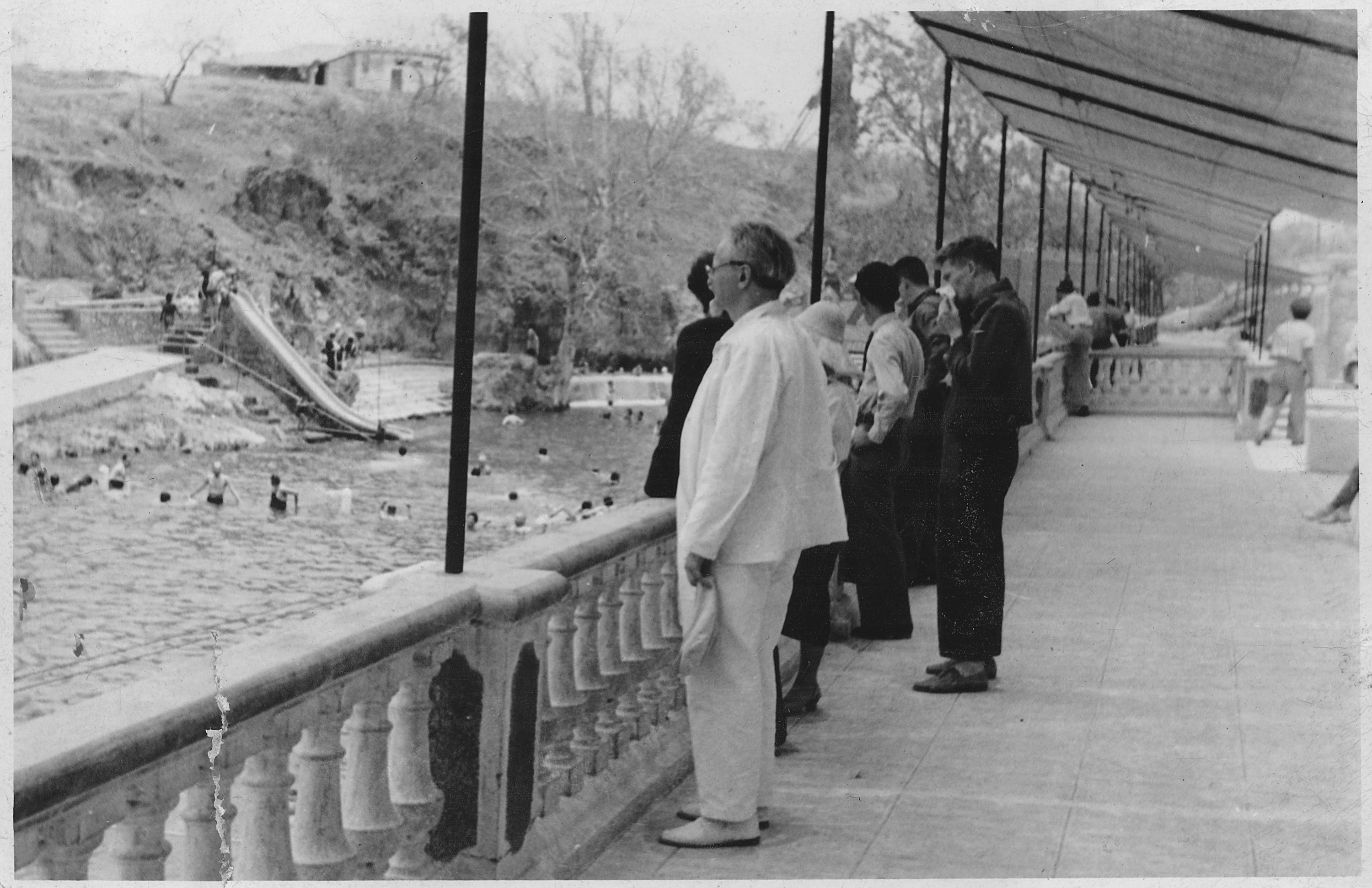
Leo Trotzki in Mexiko 1938

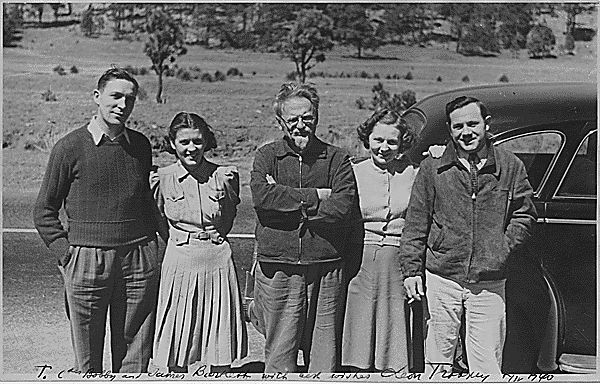
Trotzki (Mitte) kurz vor seinem Tod

Gemeinsam mit Frida Kahlo hatte sich Diego Rivera beim mexikanischen Präsidenten Lázaro Cárdenas del Río dafür eingesetzt, Trotzki politisches Asyl in Mexiko zu gewähren. Unter der Bedingung, dass jener sich nicht politisch betätigen würde, stimmte der Präsident dem Gesuch zu. Im Januar 1937 wurden Trotzki und seine Frau Natalja Sedowa in Kahlos blauem Haus (Casa Azul) in Coyoacán empfangen. Als Natalja Sedowa von Trotzkis Affäre mit Kahlo erfuhr, suchte man sich einen anderen Unterschlupf. Im Jahr 1938 beherbergte Rivera auch den surrealistischen Vordenker André Breton und dessen Frau Jacqueline. Die beiden Künstler unterzeichneten ein von Trotzki verfasstes Manifest für eine revolutionäre Kunst.
In seinem Exil agitierte Trotzki weiter gegen Stalin, deckte nach seinen Möglichkeiten die Verbrechen der GPU und der Gulags auf und veröffentlichte verschiedene kommunistische Schriften, zum Beispiel 1936 Die verratene Revolution, in der er die Sowjetunion als „bürokratisch degenerierten Arbeiterstaat“ bezeichnete und die sowjetische Arbeiterklasse zu einer politischen Revolution gegen die stalinistische Bürokratie und zur Wiederherstellung der Rätedemokratie aufrief. Die von der Zensur kontrollierte sowjetische Presse griff ihn dafür als „Wolf des Faschismus“ an.
1938 gründete Trotzki die Vierte Internationale, um der inzwischen unter Stalins Dominanz stehenden Dritten Internationalen entgegenzuwirken. Für die neugegründete Organisation verfasste Trotzki im selben Jahr mit Der Todeskampf des Kapitalismus und die Aufgaben der 4. Internationale (besser bekannt als „Das Übergangsprogramm“) und 1940 mit dem Manifest der IV. Internationale zum imperialistischen Krieg und zur proletarischen Weltrevolution grundlegende programmatische Dokumente. Für die Komintern und den sowjetisch dominierten Weltkommunismus bedeutete diese Konkurrenz indes nie eine ernsthafte Bedrohung. Daneben widmete er sich in seinem letzten Lebensjahr der Auseinandersetzung mit der von James Burnham und Max Shachtman vertretenen These, dass sich die Sowjetunion zu einer stabilen neuen Form von Klassengesellschaft entwickelt habe: In seiner Schrift In Defence of Marxism insistierte er 1939 dogmatisch auf dem Dialektischen Materialismus, der für den Marxismus ein Wesensmerkmal sei: Wer die Soziologie vom dialektischen Materialismus und die Politik von der Soziologie trenne, verliere am Ende jede politische Handlungsfähigkeit.

### Ermordung

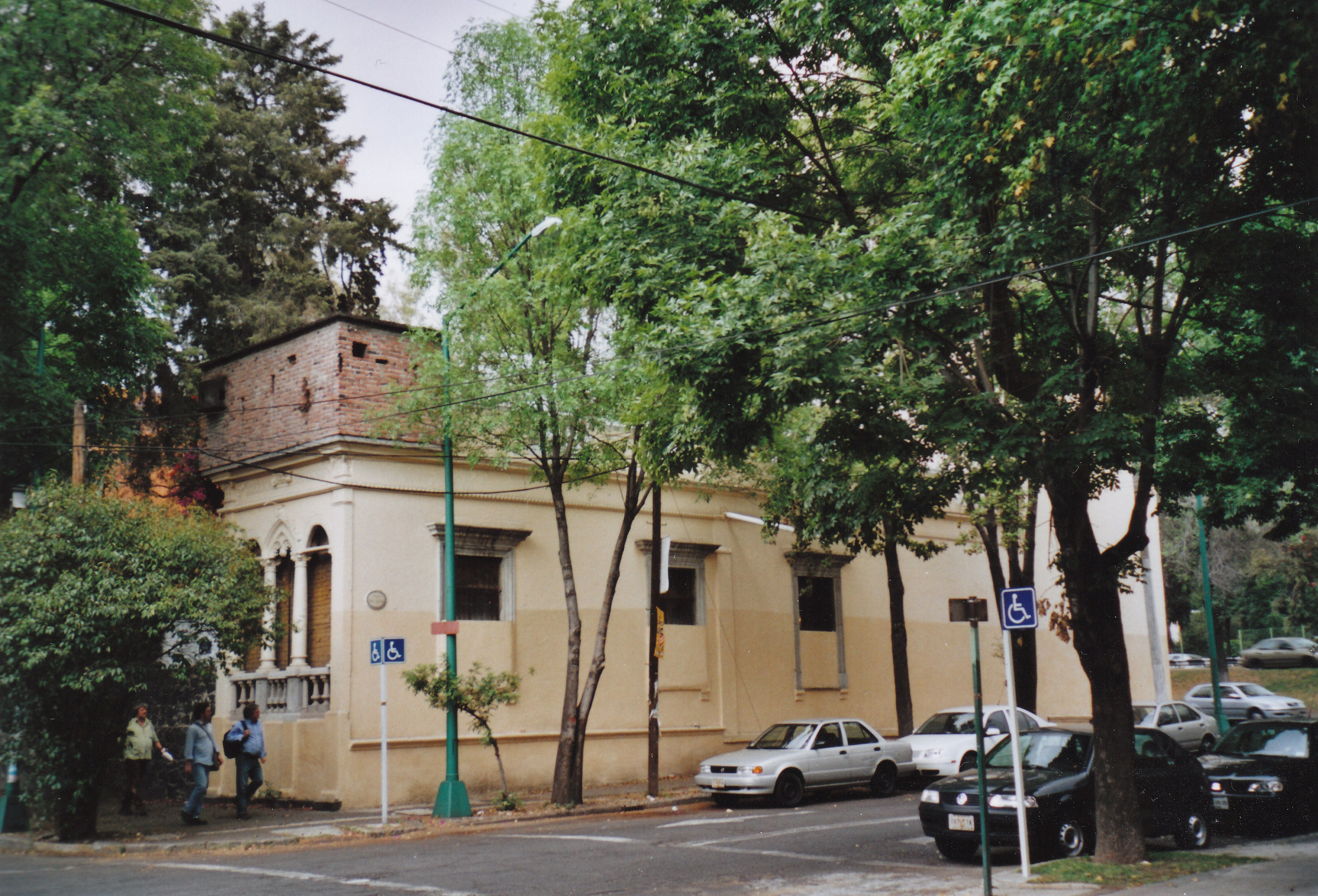
Das festungsartig angelegte Haus, in dem Trotzki ermordet wurde

Am 24. Mai 1940 überlebte Trotzki einen von David Alfaro Siqueiros angeführten Angriff auf sein Haus in Coyoacán in der Avenida Río Churubusco 410. Trotzki wurde von mehreren, von Stalin gesandten und als mexikanische Polizisten getarnten Agenten attackiert, allerdings so dilettantisch, dass man vielfach an eine Inszenierung glaubte, die Trotzki international wieder in den Mittelpunkt rücken sollte. Tatsächlich wurde den Angreifern die Hoftür von Trotzkis Leibwächter Robert Sheldon Harte geöffnet, der für den stalinistischen Geheimdienst NKWD arbeitete. Während des Angriffs wurde Harte entführt und später von den stalinistischen Agenten ermordet. Aus Angst vor weiteren Anschlägen ließ Trotzki danach das Haus ausbauen und bewachen: Die Mauern wurden erhöht, Holztüren durch Eisentüren ersetzt, Fenster teilweise zugemauert. Sieben bis acht Wachleute schützten freiwillig und unbezahlt das kleine Anwesen in der verkehrsreichen inneren Ringstraße im Süden von Mexiko-Stadt rund um die Uhr.

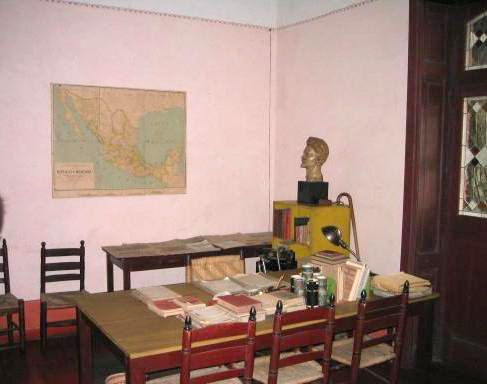
Das Arbeitszimmer, in dem Leo Trotzki tödlich verletzt wurde

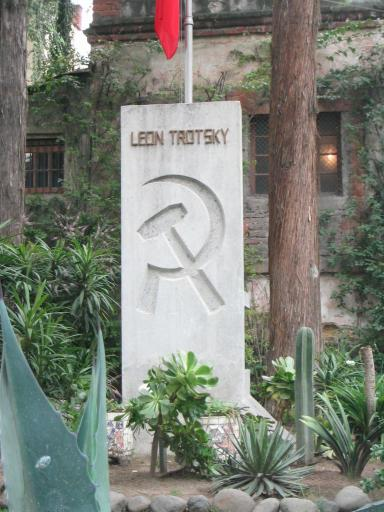
Trotzkis Grab im Garten des Museo Casa de León Trotsky

Drei Monate später hatte ein von Stalin beauftragter und von Pawel Sudoplatow und Leonid Eitingon organisierter Mordanschlag Erfolg: Der Sowjetagent Ramón Mercader hatte sich als Frank Jacson mit einer Sekretärin Trotzkis verlobt und so Zugang zu dessen Anwesen erhalten. Am 20. August besuchte er Trotzki und bat um Durchsicht eines von ihm verfassten politischen Artikels. Kurz nach 17 Uhr griff Mercader Trotzki in dessen Arbeitszimmer mit einem Eispickel an, wobei Trotzki schwer am Kopf verletzt wurde. Seine Leibwächter fanden ihn blutüberströmt, aber noch bei Bewusstsein. Einen Tag später starb Leo Trotzki an den Folgen dieses Anschlags.
In Mexiko trauerten viele um Trotzki. 300.000 Menschen begleiteten Trotzkis Leichenzug in Mexiko. Seine Leiche wurde eingeäschert und im Garten seines Hauses begraben. 22 Jahre später kam die Asche seiner in Paris gestorbenen Frau Natalja dazu. Diese Stelle markiert heute ein weißer, mit Hammer und Sichel gekennzeichneter Stein mit einer roten Fahne. Das Haus des Anschlags kann heute als Museo Casa de León Trotsky besichtigt werden. Am Aufbau des Museums war Trotzkis Enkel Esteban Volkov beteiligt.
Arnold Zweig bemerkte in seinem Tagebuch, Trotzki sei der Mann, „der das kostbarste und bestorganisierte Gehirn unter seiner Schädeldecke trug, das jemals mit einem Hammer eingeschlagen wurde“.
Im Jahr 2005 wurde der verschollen geglaubte Eispickel gefunden. Das Mordinstrument wurde nach Trotzkis Tod in einem kriminologischen Museum in Mexiko-Stadt ausgestellt, aber wegen Diebstahlsgefahr durch eine Kopie ersetzt. Ein mexikanischer Polizeioffizier, auch ein Mitbegründer des Museums, habe den Originalpickel an sich genommen und aufbewahrt, schrieb die mexikanische Tageszeitung La Jornada. Seine Tochter berichtete, dass ihr Vater viermal vergeblich versucht habe, den Eispickel zurückzugeben, doch niemand wollte das Original zurückhaben. Letztendlich nahm die Tochter den Eispickel an sich und präsentierte ihn in einer Radiosendung.

## Rezeption

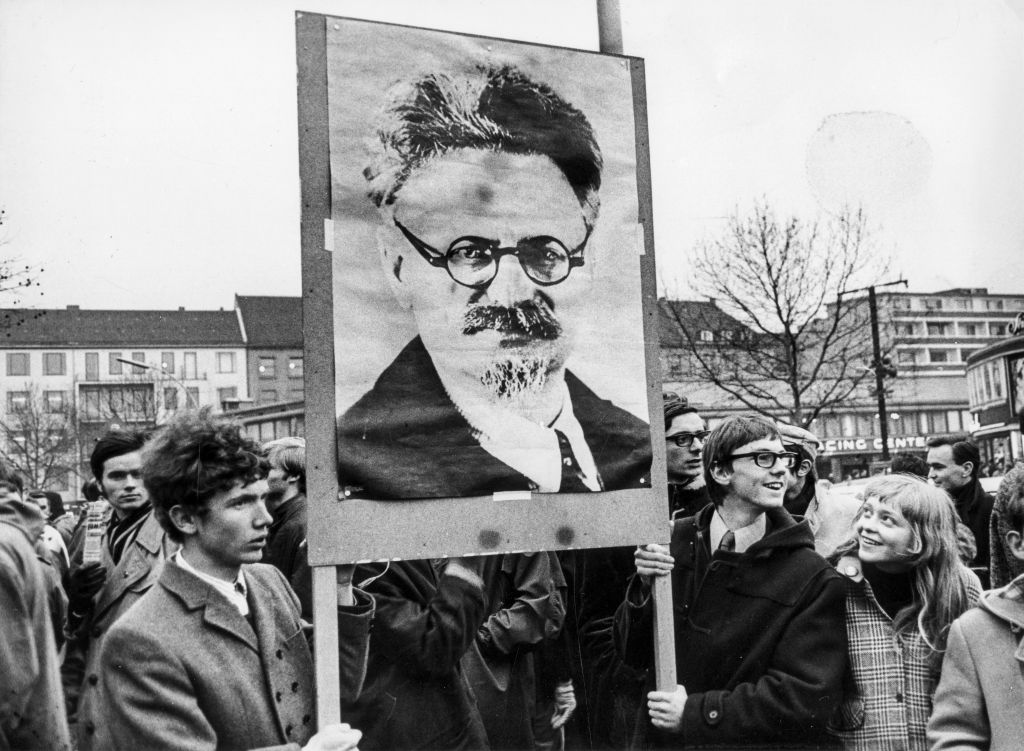
Westdeutsche Studentenbewegung der 1960er Jahre

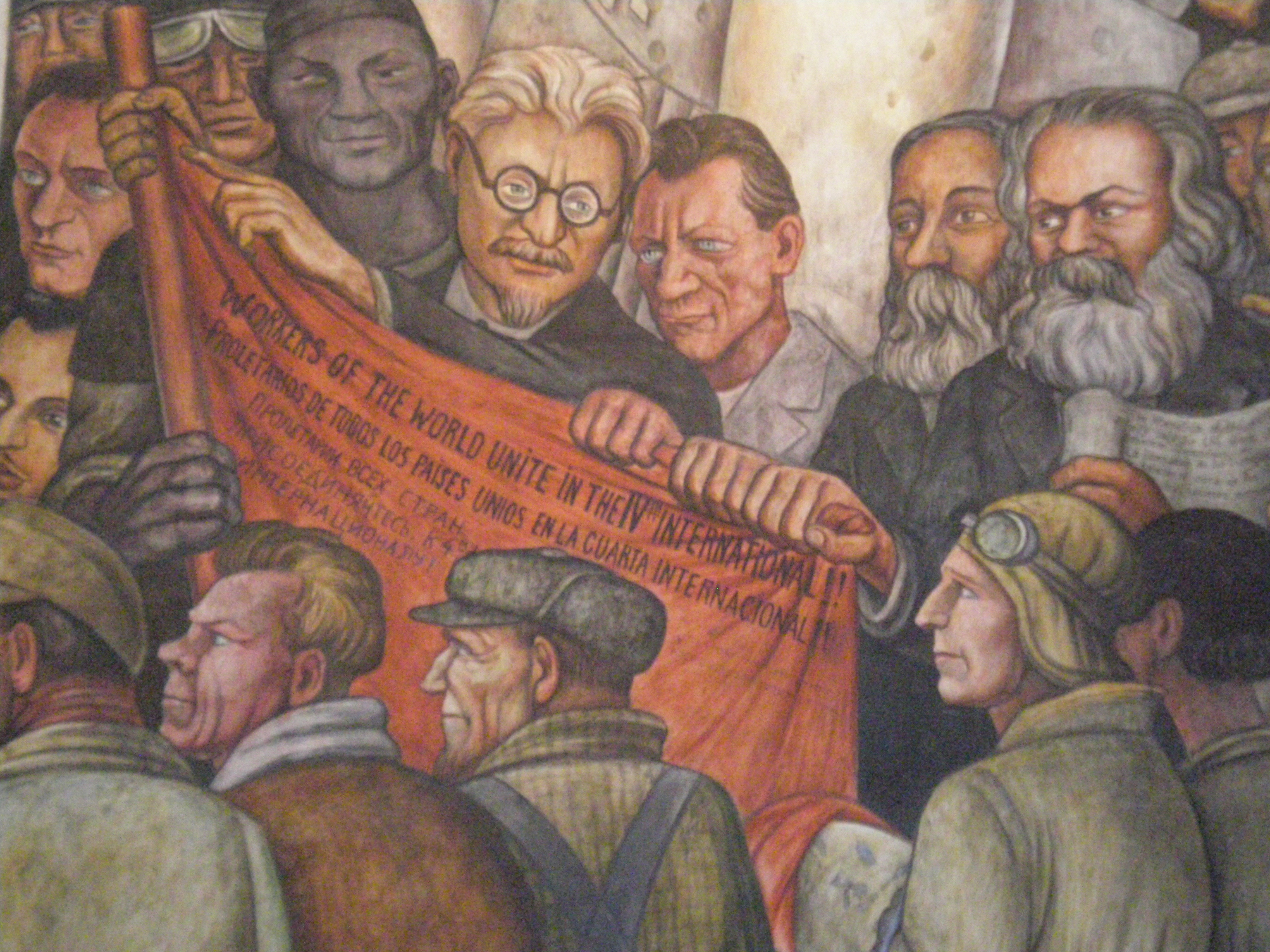
Der Mensch am Scheideweg/Der Mensch kontrolliert das Universum, Detail mit Trotzki-Porträt, Diego Rivera

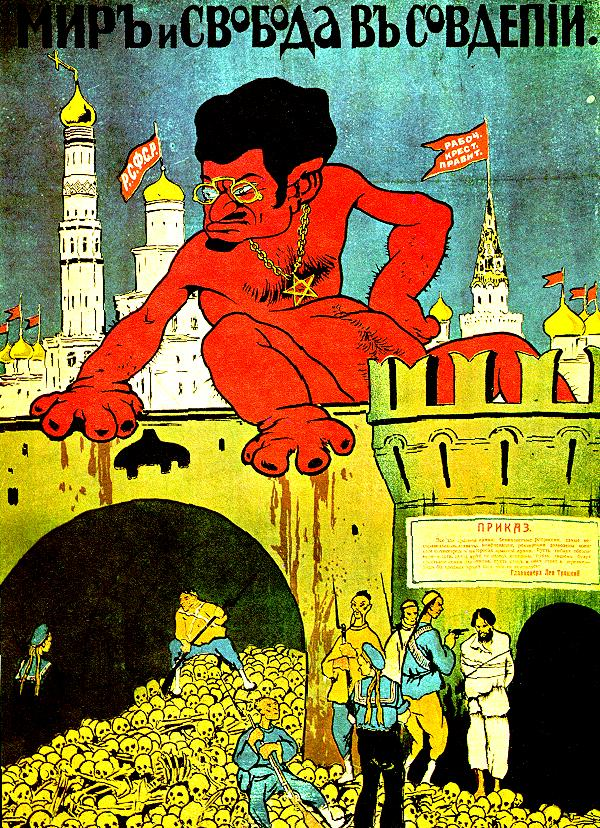
Propagandaplakat der Weißen aus dem Jahr 1919: Trotzki, Gründer und Oberbefehlshaber der Roten Armee als roter Teufel auf der Kreml-Mauer; unten sind chinesische Rotarmisten bei der Durchführung von Massenerschießungen dargestellt. Die Bildüberschrift lautet: „Friede und Freiheit im Sowjetland“.

Nach seiner Ausbürgerung verfiel Trotzki in der Sowjetunion zunehmend der Damnatio memoriae: Seine Leistungen für die Partei und die prominente Rolle, die er beim Oktoberaufstand, beim Aufbau der Roten Armee oder bei der blutigen Niederschlagung des Kronstädter Aufstands gespielt hatte, wurden verschwiegen, geleugnet oder denunziert. Im Kurzen Lehrgang der Geschichte der KPdSU (B), einer unter der Ägide Stalins 1938 erschienenen offiziellen Darstellung, wurde seine Rolle im Oktober 1917 auf die eines Widersachers Lenins und eines Großmauls reduziert, das den Termin des Aufstands verraten und dessen Erfolg dadurch gefährdet habe. Die Stadt Gattschina, die 1923 nach Trotzki in Trozk (Троцк) umbenannt wurde, wurde 1929 in Krasnogwardeisk (Красногвардейск; von Krasnaja Gwardija, russisch für Rote Garde) umbenannt, ebenso erging es Tschapajewsk, die 1927 in Trozk (Троцк) und schon 1929 nach Wassili Tschapajew in Tschapajewsk umbenannt wurde.
Noch radikaler wurde die Erinnerung an Trotzki aus dem sowjetischen Bildgedächtnis getilgt. Fotos, auf denen er zusammen mit Lenin oder Stalin zu sehen war, wurden kupiert oder retuschiert. Berühmteste Beispiele sind die Bilder, die Grigori Goldstein am 5. Mai 1920 von einer Rede Lenins vor dem Bolschoi-Theater in Moskau machte: In den dreißiger Jahren durften nur Bildausschnitte veröffentlicht werden, die Trotzki nicht enthielten, in den 1960er Jahren retuschierte man ihn gänzlich aus dem Bild.
Stalin baute den Trotzkismus in den 1930er Jahren zu einer Leerformel auf, mit der er die Verhaftungs- und Säuberungswellen des Großen Terrors legitimierte. Die verschwörungstheoretische Agitation gegen Trotzki und den Trotzkismus war antisemitisch grundiert. In den 1940er Jahren betonte die Sowjetpropaganda den angeblich engen Zusammenhang zwischen Trotzkismus und Zionismus. Die Propaganda über eine angeblich mächtige trotzkistische Untergrundbewegung innerhalb der Sowjetunion führte zwischenzeitlich dazu, dass selbst Trotzki glaubte, er hätte eine große Anhängerschaft im Land und Stalins Diktatur stünde kurz vor dem Zusammenbruch.
Noch 1940 wurde Trotzkis Mörder Ramón Mercader von Stalin der Leninorden verliehen, der Orden wurde seiner Mutter übergeben. Nach Verbüßung der 20-jährigen Freiheitsstrafe wurde Mercader am 31. Mai 1960 der Titel eines Helden der Sowjetunion verliehen und er wurde nach Moskau eingeladen. Dort überreichte man ihm im Jahre 1961 den Stern eines Helden der Sowjetunion samt dazugehörigem Leninorden.
Die KPdSU hat den Revolutionsführer und Organisator der Roten Armee nie rehabilitiert, sowohl Nikita Chruschtschow als auch der Reformer Michail Gorbatschow versagten ihm jegliche postume Würdigung. Das Nachrichtenmagazin Der Spiegel veröffentlichte 1987 ein Interview mit dem früheren Dissidenten Roi Medwedew zur Rehabilitierung Bucharins und einen Bericht, laut dem der Gorbatschow-Vertraute Jegor Jakowlew den Erzfeind Stalins einen „Helden und Märtyrer“ nannte. 1989 äußerte Jakowlew jedoch gegenüber dem deutschen Politiker Gregor Gysi: „Trotzki war ein erbarmungsloser Mensch, dessen Hände über und über mit Blut befleckt sind.“
Trotzkis deportierter und 1937 ermordeter Sohn Sergei Sedow wurde 1988 rehabilitiert. Trotzkis bis dahin verbotene Schriften wurden 1987 teilweise, dann ab 1989 vollständig veröffentlicht.
Im europäischen Rechtsextremismus wurde Trotzki zur Symbolfigur des „jüdischen Bolschewismus“: Er galt als Beweis für die Verschwörungstheorie, hinter dem Bolschewismus stünde in Wahrheit das internationale Weltjudentum. Unter russischen Juden war das Bonmot verbreitet: „Die Trotzkis machen die Revolution und die Bronsteins zahlen den Preis“.

## Nachwirken
Auch zu Beginn des 21. Jahrhunderts existieren in vielen Staaten kleine und größere trotzkistische Vereinigungen. In Großbritannien, Frankreich und einigen Ländern Lateinamerikas, wie beispielsweise Mexiko, haben sich größere trotzkistische Organisationen erhalten und gewinnen in den letzten Jahren dort auch wieder zunehmend an Bedeutung. Die Vierte Internationale ist inzwischen in mehrere Zusammenschlüsse gespalten, deren Einfluss stark begrenzt ist.

## Schriften
Bücher in deutscher Sprache
- 1909: Russland in der Revolution. Kaden-Verlag, Dresden 1909, 30 Tafeln, DNB 361775733 mit Inhaltsverzeichnis.
- 1929: Mein Leben. Versuch einer Autobiographie. Aus dem Russischen von Alexandra Ramm, Verlag S. Fischer, Berlin 1929, DNB 577511262 mit Inhaltsverzeichnis.[78]
- 1931: Geschichte der russischen Revolution. Übers. A. Ramm. Band 1: Februarrevolution. S. Fischer, 1931. Band 2: Oktoberrevolution. S. Fischer, 1932 (1933). Mehring-Verlag, Essen 2017, epup mit 1100 Seiten, ISBN 978-3-88634-787-2.[79]
- 1932: Die Stalinsche Schule der Fälschungen. Berlin 1932.[80]
- 1936: Verratene Revolution. Was ist die Sowjetunion und wohin treibt sie? Grasset, Paris 1936. Mehring-Verlag, Essen 2009, ISBN 978-3-88634-105-4.
- 1936: Der junge Lenin. (Biografie und Zeitgeschichte, 1870–1900). Molden, Wien 1969, DNB 458442682. Fischer-Taschenbuch, 1971 und 1982, ISBN 3-596-26632-7.[81]
- 1937: Stalins Verbrechen. 371 Seiten, Jean-Christophe-Verlag, Zürich 1937, DNB 992889855. Dietz, 1990, ISBN 3-320-01552-4.
- 1952: Stalin. Eine Biographie. 579 Seiten, Kiepenheuer & Witsch, Köln 1952, DNB 455111871.

Zusammenstellungen und Sammelwerke
- Leo Trotzki: Sozialismus oder Barbarei! Eine Auswahl aus seinen Schriften. Hrsg. von Helmut Dahmer, Promedia Verlag, Wien 2005, ISBN 3-85371-240-1.
- Leo Trotzki: Denkzettel. Politische Erfahrungen im Zeitalter der permanenten Revolution. Hrsg. v. George Novack u. H. Dahmer, AdV-Verlag, Wien 2010, ISBN 978-3-9502191-4-2.
- Gesammelte Werke, Band 1 und 2, Schriften über Deutschland. 967 Seiten, EVA, Frankfurt am Main. 1971, DNB 458442607.
- Mario Keßler (Hrsg.): Leo Trotzki oder: Sozialismus gegen Antisemitismus. Dietz, Berlin 2022, ISBN 978-3-320-02395-9.

- Eine erste große deutschsprachige Ausgabe der Schriften Leo Trotzkis wurde 1988 begonnen. Bis zum Jahr 2023 sind vier Bände (in acht Teilbänden) erschienen. Alle Texte wurden in neuer bzw. überarbeiteter Übersetzung vorgelegt; die Bände enthalten zahlreiche deutsche Erstveröffentlichungen. Es handelt sich um eine kommentierte Ausgabe mit einem umfangreichen kritischen Apparat, der bibliografische Angaben und Erläuterungen zu Menschen und Sachverhalten bietet, die heute nicht mehr geläufig sind. Die Ausgabe wurde von Presse und Fachwelt als „vorzügliche und exemplarische Edition“[82] einhellig begrüßt. Begonnen im Verlag Rasch und Röhring, wird sie seit 2001 im Neuen ISP Verlag fortgeführt. Herausgegeben von Helmut Dahmer u. a. zeichneten für die wissenschaftliche Bearbeitung der Bände 1 bis 3 Horst Lauscher, Reiner Tosstorff und Rolf Wörsdörfer verantwortlich; die Kommentierung von Band 4 oblag Julijana Ranc.
  - Schriften Band 1.1: Sowjetgesellschaft und stalinistische Diktatur (1929–1936), Hamburg: Rasch und Röhring 1988 (678 S.) ISBN 978-3-89136-090-3.
  - Schriften Band 1.2: Sowjetgesellschaft und stalinistische Diktatur (1936–1940), Hamburg: Rasch und Röhring 1988 (738 S.) ISBN 978-3-89136-091-0.
  - Schriften Band 2.1: Über China (1924–1928), Hamburg: Rasch und Röhring 1990 (548 S.) ISBN 978-3-89136-216-7.
  - Schriften Band 2.2: Über China (1928–1940), Hamburg: Rasch und Röhring 1990 (560 S.) ISBN 978-3-89136-390-4.
  - Schriften Band 3.1: Linke Opposition und IV. Internationale (1923–1926), Hamburg: Rasch und Röhring 1997 (687 S.) ISBN 978-3-89136-217-4.
  - Schriften Band 3.2: Linke Opposition und IV. Internationale (1927–1928), Hamburg: Rasch und Röhring 1997 (734 S.) ISBN 978-3-89136-071-2.
  - Schriften Band 3.3: Linke Opposition und IV. Internationale (1928–1934), Köln: Neuer ISP Verlag 2001 (668 S.) ISBN 978-3-89900-910-1.
  - Schriften Band 4.1: Literatur und Revolution (1900–1916), Köln: Neuer ISP Verlag 2023 (749 S.) ISBN 978-3-89900-912-5.

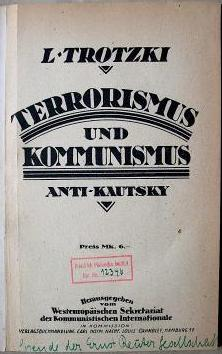
Terrorismus und Kommunismus. Anti-Kautsky

Reden, Artikel, Broschüren
- 1906: Ergebnisse und Perspektiven. Die treibenden Kräfte der Revolution.
- 1911: Über den Terror, November 1911
- 1914: Der Krieg und die Internationale. (60 Seiten) Verlag Borba und Grütliverein, Zürich 1914, DNB 364035862.[83]
- 1915: Zimmerwalder Manifest. 15. September 1915.
- 1918: Von der Oktoberrevolution bis zum Brester Friedensvertrag. 1918
- 1921: Terrorismus und Kommunismus. Anti-Kautsky. Broschüre, 1921.
- Zwischen Imperialismus und Revolution. Die Grundfragen der Revolution an dem Einzelbeispiel Georgiens 1922
- Das Recht der nationalen Selbstbestimmung und die proletarische Revolution, 1922
- 1917 – Die Lehre des Oktobers, 1924
- Literatur und Revolution. 1924
- Die Geburt der Roten Armee. 1924
- Der Krieg und die Revolution. 1925
- Kapitalismus oder Sozialismus. 1925
- Wohin treibt England? 1925
- Europa und Amerika, 1926
- 1926: Der amerikanische Pazifismus. Zuerst veröffentlicht in: Die Weltbühne, Jahrgang 22, Heft 12 vom 23. März 1926
- Die wirkliche Lage in Russland. 1928
- Die Internationale Revolution und die Kommunistische Internationale, 1929
- 1929: Die österreichische Krise, die Sozialdemokratie und der Kommunismus, Rede in Istanbul, 13. November 1929
- Die permanente Revolution, November 1929.
- Die Wendung der Komintern und die Lage in Deutschland, 26. Mai 1930.
- Gegen den Nationalkommunismus. Lehre des „Roten“ Volksentscheids, 25. August 1931
- Deutschland – der Schlüssel zur internationalen Lage, 16. November 1931
- Wie wird der Nationalsozialismus geschlagen? Brief an einen deutschen Arbeiter-Kommunisten, Mitglied der KPD, 8. Dezember 1931
- Ein Sieg Hitlers bedeutet: Krieg gegen die UdSSR, 28. Dezember 1931
- Die russische Revolution. Kopenhagener Rede, November 1932
- Die Tragödie des deutschen Proletariats, 14. März 1933
- Porträt des Nationalsozialismus, 10. Juni 1933
- Über das „jüdische Problem“, 1934
- Bolschewismus und Stalinismus, 28. August 1937
- Das Zetergeschrei um Kronstadt, 15. Januar 1938
- Ihre Moral und unsere, 16. Februar 1938
- Lernt denken. Ein freundlicher Rat an gewisse Ultralinke. Mai 1938
- Der Todeskampf des Kapitalismus und die Aufgaben der IV. Internationale. Das Übergangsprogramm, 3. September 1938
- Das Verhältnis der Arbeiterklasse zur Pressefreiheit, 21. August 1938
- Lenin und der imperialistische Krieg, 30. Dezember 1938
- Das Zwillingsgestirn Hitler-Stalin, 4. Dezember 1939

## Filme
- Das Attentat: L. D. Trotzki – Tod im Exil, TV-BRD (ARD) 1967, 2 Teile, Regie: August Everding, mit Peter Lühr in der Rolle Trotzkis. Der Film basiert auf dem Werk von Leandro A. Sanchez Salazar: Mord in Mexiko. Die Ermordung Leo Trotzki's – ein Musterbeispiel des politischen Verbrechens, in Zusammenarbeit mit Julián Gorkin, Frankfurt am Main (Verlag der Parma-Edition) 1952.
- Bürgerkrieg in Rußland, TV-BRD 1967, fünfteilige Fernsehserie, Regie: Wolfgang Schleif, mit Friedrich G. Beckhaus in der Rolle Trotzkis.
- Das Mädchen und der Mörder – Die Ermordung Trotzkis, 1972, Regie: Joseph Losey, mit Richard Burton, Alain Delon und Romy Schneider.
- Die Matrosen von Kronstadt, TV-BRD (ZDF, Produktion stern tv Hamburg) 1983, Regie: Jürgen Karl Klauß, mit Pinkas Braun in der Rolle Trotzkis.
- Trotzki in Coyoacan, TV-BRD (ZDF, Produktion Sator Film, Hamburg) 1975, Regie: Rolf Busch, mit René Deltgen in der Rolle Trotzkis.
- Trotsky (Троцкий), TV-RU 2017, achtteilige Fernsehserie, Regie: Alexander Kott, mit Konstantin Jurjewitsch Chabenski in der Rolle Trotzkis.